# Glattblättriger Zürgelbaum
Der Glattblättrige Zürgelbaum (Celtis laevigata) oder Mississippi-Zürgelbaum ist ein mittelgroßer Laubbaum aus der Gattung der Zürgelbäume in der Familie der Hanfgewächse (Cannabaceae). Die Gattung wird häufig auch der Familie der Ulmengewächse (Ulmaceae) zugeordnet. Das Verbreitungsgebiet der Art liegt im Osten der USA und im Nordosten von Mexiko.

## Beschreibung
Der Glattblättrige Zürgelbaum ist ein laubabwerfender, bis zu 30 Meter hoher Baum mit abgeflacht rundlicher Krone und einem Brusthöhendurchmesser von bis über 1 Meter. Die Rinde ist gräulich bis braun-grau, glatt und meist mehr oder weniger mit kleineren oder größeren Korkwarzen bedeckt. Die Zweige sind überhängend und haben keine Dornen, junge Triebe sind anfangs behaart, verkahlen jedoch später. 
Die wechselständigen Laubblätter haben einen 6 bis 10 Millimeter langen Stiel. Die dünne, leicht ledrige Blattspreite ist 6 bis 8, selten ab 4 bis 15 Zentimeter lang und 3 bis 4, selten ab 2 Zentimeter breit, eiförmig bis elliptisch, zugespitzt bis geschwänzt mit leicht herzförmiger oder spitzer bis abgerundeter Basis und ganzrandig bis leicht gesägt. Die Blattoberseite ist dunkelgrün, die Unterseite etwas heller, beide Seiten sind kahl. 
Die Früchte wachsen auf 1 bis 2 Zentimeter langen, dünnen Stielen. Sie sind beinahe kugelig, 5 bis 8 Millimeter groß, orangerot und bei Reife purpurschwarz. Der Steinkern ist 4,5 bis 7 Millimeter lang und 4 bis 6 Millimeter breit. Die Art blüht von Mai bis Oktober.

## Verbreitung und Standort
Das natürliche Verbreitungsgebiet erstreckt sich von Indiana und West Virginia im Nordosten der USA bis nach Florida und Texas im Süden und im Nordosten von Mexiko. Dort wächst der Glattblättrige Zürgelbaum in Auen und an Flussufern bis in 300 Metern Höhe auf frischen bis feuchten, schwach sauren bis alkalischen, sandig, kiesigen oder schotterhaltigen Böden an sonnigen Standorten. Die Art ist hitzeverträglich und nur mäßig frosthart.

## Systematik
Der Glattblättrige Zürgelbaum (Celtis laevigata) ist eine Art aus der Gattung der Zürgelbäume (Celtis). Die Gattung wird entweder der Familie der Hanfgewächse (Cannabaceae) oder der Familie der Ulmengewächse (Ulmaceae) zugeordnet. Die Art wurde 1811 vom deutschen Botaniker Carl Ludwig Willdenow in seinem Werk Berlinische Baumzucht erstmals beschrieben.

## Verwendung
Das Holz des Glattblättrigen Zürgelbaums wird nur selten wirtschaftlich genutzt. Die Houma verwendeten die Rinde zur Behandlung von Halsschmerzen und Geschlechtskrankheiten.